# Marathon van Hoorn
De marathon van Hoorn was een hardloopevenement, dat van 2005 tot 2018 ieder jaar in de maand mei in Hoorn werd gehouden. De hoofdafstand betrof de marathon (42,195 km). Naast de hele marathon kende het evenement ook een wedstrijd over de halve marathon en 10 km. De tijdregistratie verliep via de ChampionChip. De finish was voor de Roode Steen in het historische hart van Hoorn. De Nederlandse atlete Petra Knops schreef de klassieke afstand viermaal op rij op haar naam.

## Statistiek

### Parcoursrecords
| Afstand        | Categorie | Naam                | Land | Tijd    | Jaar |
| -------------- | --------- | ------------------- | ---- | ------- | ---- |
| marathon       | heren     | Richard K.C. Muchke | KEN  | 2:23.17 | 2008 |
| marathon       | dames     | Petra Knops         | NED  | 3:09.11 | 2006 |
| halve marathon | heren     | Reuben Cherutich    | KEN  | 1:03.26 | 2009 |
| halve marathon | dames     | Jitka Belohlavkova  | CZE  | 1:22.11 | 2009 |
| 10 km          | heren     | Mark Kipsang Tanui  | KEN  | 28.26   | 2007 |
| 10 km          | dames     | Lilian Jelagat      | KEN  | 34.40   | 2018 |

### Top 10 finishers
Met een gemiddelde finishtijd van 2:32.30,5 behoort de marathon van Hoorn niet tot de snelste tien marathons van Nederland. Zie ook Lijst van snelste marathonsteden.
| Rang | Naam                | Land | Tijd    | Jaar | Plek |
| ---- | ------------------- | ---- | ------- | ---- | ---- |
| 1    | Richard K.C. Muchke | KEN  | 2:23.17 | 2008 | 1    |
| 2    | Emanuel Langat      | KEN  | 2:27.48 | 2008 | 2    |
| 3    | Richard Lagat       | KEN  | 2:28.47 | 2009 | 1    |
| 4    | Harald van Doorn    | NED  | 2:31.34 | 2009 | 2    |
| 5    | Jiri Zak            | CZE  | 2:33.24 | 2008 | 3    |
| 6    | Rosta Kolich        | CZE  | 2:33.26 | 2008 | 4    |
| 7    | Jiri Zak            | CZE  | 2:35.25 | 2009 | 3    |
| 8    | Rosta Kolich        | CZE  | 2:36.12 | 2009 | 4    |
| 9    | Garyi Hawery        | NED  | 2:36.44 | 2015 | 1    |
| 10   | Jay Sauer           | NED  | 2:38.28 | 2008 | 5    |

(bijgewerkt t/m 2017)

### Winnaars marathon
| Editie | Jaar        | Snelste man        | Land      | Tijd    | Snelste vrouw            | Land      | Tijd    | Uitslagen            |
| ------ | ----------- | ------------------ | --------- | ------- | ------------------------ | --------- | ------- | -------------------- |
| 1      | 22 mei 2005 | Ruud Doodeman      | Nederland | 2:44.11 | Petra Knops              | Nederland | 3:14.01 | Uitslagen            |
| 2      | 21 mei 2006 | Rob Schilder       | Nederland | 2:47.19 | Petra Knops              | Nederland | 3:09.11 | Uitslagen[dode link] |
| 3      | 20 mei 2007 | Jeroen Deen        | Nederland | 2:43.16 | Petra Knops              | Nederland | 3:11.11 | Uitslagen[dode link] |
| 4      | 18 mei 2008 | Richard K.C.Muchke | Kenia     | 2:23.17 | Petra Knops              | Nederland | 3:12.03 | Uitslagen[dode link] |
| 5      | 17 mei 2009 | Richard Lagat      | Kenia     | 2:28.47 | Ida Verduin-Boone        | Nederland | 3:15.15 | Uitslagen[dode link] |
| 6      | 16 mei 2010 | Tonnie Stouten     | Nederland | 2:44.50 | Inge Smit                | Nederland | 3:17.58 | Uitslagen            |
| 7      | 22 mei 2011 | Harald van Doorn   | Nederland | 2:38.38 | Inge Smit                | Nederland | 3:35.49 | Uitslagen[dode link] |
| 8      | 13 mei 2012 | Jan Wroblewski     | Polen     | 2:47.26 | Inge Smit                | Nederland | 3:30.11 | Uitslagen[dode link] |
| 9      | 2 juni 2013 | Erwin Harmes       | Nederland | 2:40.51 | Katia Ganda              | Nederland | 3:27.35 | Uitslagen            |
| 10     | 18 mei 2014 | Menno van Bruggen  | Nederland | 2:47.43 | Yoshiko Kleinveld-Suzuki | Nederland | 3:31.18 | Uitslagen            |
| 11     | 7 juni 2015 | Garyi Hawery       | Nederland | 2:36.44 | Inge Smit                | Nederland | 3:29.53 | Uitslagen            |
| 12     | 5 juni 2016 | Garyi Hawery       | Nederland | 2:38.30 | Marieke Monsma           | Nederland | 3:38.11 | Uitslagen            |
| 13     | 21 mei 2017 | Bart de Grove      | België    | 2:55.56 | Joke Pollet              | Nederland | 3:20.16 | Uitslagen            |
| 14     | 3 juni 2018 | Jason Beerman      | Nederland | 2:57.20 | Alejandra Hernández      | Nederland | 3:23.34 | Uitslagen            |

### Winnaars halve marathon
| Editie | Jaar        | Snelste man            | Land      | Tijd    | Snelste vrouw                 | Land      | Tijd    | Uitslagen            |
| ------ | ----------- | ---------------------- | --------- | ------- | ----------------------------- | --------- | ------- | -------------------- |
| 1      | 22 mei 2005 | Andre Korpelshoek      | Nederland | 1:14.51 | Anita Baas                    | Nederland | 1:33.15 | Uitslagen            |
| 2      | 21 mei 2006 | Leon Sanderman         | Nederland | 1:12.20 | Boukje Klaver                 | Nederland | 1:28.12 | Uitslagen[dode link] |
| 3      | 20 mei 2007 | Isaiah Kipkemei Kosgei | Kenia     | 1:07.23 | Bernadette Simon              | Nederland | 1:33.12 | Uitslagen[dode link] |
| 4      | 18 mei 2008 | Josua K.Erebon         | Kenia     | 1:06.31 | Silvia Kruijer                | Nederland | 1:23.23 | Uitslagen[dode link] |
| 5      | 17 mei 2009 | Reuben Cherutich       | Kenia     | 1:03.26 | Jitka Belohlavkova            | Tsjechië  | 1:22.11 | Uitslagen[dode link] |
| 6      | 16 mei 2010 | Theo Stelling          | Nederland | 1:14.33 | Esther Veldhuis               | Nederland | 1:32.00 | Uitslagen            |
| 7      | 22 mei 2011 | Theo Stelling          | Nederland | 1:15.38 | Sonja Jaarsveld               | Nederland | 1:23.56 | Uitslagen[dode link] |
| 8      | 13 mei 2012 | Ton Koning             | Nederland | 1:16.11 | Kerry Malone                  | Nederland | 1:31.23 | Uitslagen[dode link] |
| 9      | 2 juni 2013 | Yujiro Tsuda           | Nederland | 1:17.23 | Jacolien Ruizendaal           | Nederland | 1:30.25 | Uitslagen            |
| 10     | 18 mei 2014 | Dairus Too             | Kenia     | 1:13.37 | Kerry Malone                  | Nederland | 1:34.14 | Uitslagen            |
| 11     | 7 juni 2015 | Antony Ndungu Mugo     | Kenia     | 1:09.45 | Ruda van Zeijst               | Nederland | 1:32.17 | Uitslagen            |
| 12     | 5 juni 2016 | Kaprotich Kirui        | Kenia     | 1:07.05 | Marlies van Leusen-Groenewold | Nederland | 1:32.36 | Uitslagen            |
| 13     | 21 mei 2017 | Maaikel Koenis         | Nederland | 1:19.51 | Heather Bray                  | Nederland | 1:31.36 | Uitslagen            |
| 14     | 3 Juni 2018 | Rob Keuning            | Nederland | 1:17.30 | Heather Bray                  | Nederland | 1:25.48 | Uitslagen            |

### Winnaars 10 km
| Editie | Jaar        | Snelste man        | Land      | Tijd  | Snelste vrouw             | Land      | Tijd  | Uitslagen            |
| ------ | ----------- | ------------------ | --------- | ----- | ------------------------- | --------- | ----- | -------------------- |
| 1      | 22 mei 2005 | Erik Hopman        | Nederland | 33.34 | Tanya de Boer             | Nederland | 38.17 | Uitslagen            |
| 2      | 21 mei 2006 | Ron van Diepen     | Nederland | 32.14 | Annick Beckers            | België    | 37.26 | Uitslagen[dode link] |
| 3      | 20 mei 2007 | Mark Kipsang Tanui | Kenia     | 28.26 | Silvia Kruijer            | Nederland | 34.58 | Uitslagen[dode link] |
| 4      | 18 mei 2008 | Rachid Mohammadi   | Marokko   | 32.44 | Lenka Sibravova           | Tsjechië  | 37.04 | Uitslagen[dode link] |
| 5      | 17 mei 2009 | Rachid Mohammadi   | Marokko   | 33.07 | Monique Arkenbout-Andr    | Nederland | 40.16 | Uitslagen[dode link] |
| 6      | 16 mei 2010 | Ruud Beerepoot     | Nederland | 34.01 | Suzan Nieman              | Nederland | 37.30 | Uitslagen            |
| 7      | 22 mei 2011 | Bouke Onstenk      | Nederland | 32.30 | Suzan Nieman              | Nederland | 37.52 | Uitslagen[dode link] |
| 8      | 13 mei 2012 | Nyk Adema          | Nederland | 35.11 | Mirjam de Boer            | Nederland | 41.12 | Uitslagen[dode link] |
| 9      | 2 juni 2013 | Casper Koelma      | Nederland | 33.47 | Suzan Nieman              | Nederland | 37.06 | Uitslagen            |
| 10     | 18 mei 2014 | Bouke Onstenk      | Nederland | 33.28 | Suzan Nieman              | Nederland | 36.51 | Uitslagen            |
| 11     | 7 juni 2015 | Rafal Wolak        | Polen     | 34.08 | Beatrice Murungi Wainaina | Nederland | 35.44 | Uitslagen            |
| 12     | 5 juni 2016 | David Rutoh        | Kenia     | 30.09 | Fanos Tekle               | Nederland | 37.10 | Uitslagen            |
| 13     | 21 mei 2017 | Gerard Hollestelle | Nederland | 33.09 | Katinka de Jong           | Nederland | 40.11 | Uitslagen            |
| 14     | 3 juni 2018 | Ezra Kering        | Kenia     | 33.29 | Lilian Jelagat            | Kenia     | 34.40 | Uitslagen            |